# Edward Thornton (1766–1852)
Sir Edward Thornton, född den 22 oktober 1766, död den 3 juli 1852 invid Plymouth, var en brittisk diplomat. Han vare far till Edward Thornton (1817–1906).

## Biografi
Thornton blev 1796 legationssekreterare i Washington, D.C., var 1800–1804 brittisk chargé d'affaires där och 1805–1807 minister i nedersachsiska kretsen. Januari 1808 anlände han som envoyé till Stockholm med uppdrag att söka åstadkomma ett off- och defensivt förbund med Sverige mot Napoleon samt avslöt till en början 8 februari samma år en subsidietraktat. Han medverkade sedan vid förhandlingar om en brittisk hjälpkår mot Sveriges fiender, vilka väsentligen fördes av generalen sir John Moore. Thornton återkallades november 1808, men återvände april 1811 med uppgift att sluta fördrag med Sverige och Ryssland mot Napoleon samt förhandlade därom i Örebro, där han 18 juli samma år slöt fredsfördrag såväl med Sverige som med Ryssland. Thornton sändes augusti 1812 ånyo till Sverige som envoyé, förhandlade maj 1813 i Köpenhamn jämte Suchtelen, Wetterstedt och engelske diplomaten Hope utan resultat om Danmarks anslutning till koalitionen mot Napoleon samt åtföljde kronprins Karl Johan under fälttåget 1813–1814. Genom att på Wetterstedts begäran hemlighålla en 14 januari 1814 till svenska högkvarteret i Kiel anländ engelsk not med hot om subsidiernas indragning, om svenska armén inte genast återvände över Elbe, underlättade Thornton slutandet följande natt av freden i Kiel. Han slöt samma år fördrag med Danmark om det sedan 1807 av engelsmännen ockuperade Helgolands avträdande till Danmark. År 1817 var Thornton brittisk minister vid portugisiska hovet, som då residerade i Brasilien. Ur aktiv diplomatisk tjänst avgick han 1824.

### Webbkällor
- Thornton, 1. Sir Edward i Nordisk familjebok (andra upplagan, 1919)